# Räpina (stad)
Räpina (Duits: Rappin) is een stad in de Estlandse gemeente Räpina, provincie Põlvamaa. De stad heeft 2126 inwoners (2024).

## Ligging en faciliteiten
Het stadje ligt aan de rivier de Võhandu en heeft een geschiedenis van papierfabricage die teruggaat tot 1734. De papierfabriek ligt bij een stuwmeer, het Räpina paisjärv. De fabriek heeft in het verleden papier geleverd voor roebelbiljetten in het Keizerrijk Rusland en kroonbiljetten in de Republiek Estland.
Ook heeft Räpina een tuinbouwschool, de Räpina Aianduskool, die in 1924 werd opgericht. Lange tijd was de school gevestigd in kasteel Sillapää, het 19de-eeuwse hoofdgebouw van het landgoed Räpina. In 2012 kwam een nieuw schoolgebouw gereed in het park rond het kasteel, het Sillapää lossi park, dat een schiereiland in het Räpina paisjärv vormt.

## Geschiedenis
Räpina werd voor het eerst vermeld in 1582 onder de naam Repin. In 1582, in de tijd van het Hertogdom Lijfland, werd een landgoed gesticht, waar Räpina onder viel. Het landgoed behoorde achtereenvolgens toe aan de families Oxenstjern, Wrangel, von Löwenwold, von Schultz, von Richter en von Sivers. Het landhuis heeft op verschillende plaatsen gestaan; in 1850 kozen de von Richters voor een schiereiland in het Räpina paisjärv en lieten daar het kasteel Sillapää bouwen. De naam Sillapää is ontleend aan een nederzetting die hier vroeger lag. In 1970 kreeg een nederzetting ten zuidwesten van Räpina de naam Sillapää. In 1977 kreeg deze nederzetting de status van dorp (Estisch: küla).
Alexander von Sivers was de laatste eigenaar toen het kasteel in 1919 werd onteigend. Tussen 1924 en 2012 was in het kasteel de tuinbouwschool gevestigd. In 1930 werd het verbouwd om beter aan de behoeften van de school tegemoet te komen. Sinds 2012 zijn het gemeentebestuur en een museum voor de plaatselijke geschiedenis en de tuinbouw in het gebouw gevestigd.
Naast het kasteel zijn ook enkele bijgebouwen, zoals het tuinhuis, de ijskelder en de watermolen, bewaard gebleven. Het park rond het kasteel heeft een oppervlakte van 8,5 ha. In het park komen ca. 600 plantensoorten, 60  vogelsoorten en zeven soorten vleermuizen voor.
In 1920 werd het landgoed opgedeeld in afzonderlijke boerderijen. In 1945 werd Räpina een ‘vlek’ (alevik) en in 1993 kreeg de plaats, tegelijk met Põlva, stadsrechten. Tussen 1950 en 1961 was het de hoofdplaats van de rajon Räpina (Räpina rajoon). De stadsgemeente Räpina (Räpina linn) ging in 2002 op in de omringende landgemeente Räpina (Estisch: Räpina vald).
De laatbarokke Michaëlskerk van Räpina (Räpina Miikaeli kirik), gewijd aan de aartsengel Michaël,  dateert uit 1785. Hij verving destijds een voorganger die in de Grote Noordse Oorlog was verwoest. Het orgel is in 1934 gebouwd door August Terkmann (1858–1940).
De orthodoxe Kerk van de Heilige Zacharias en Elisabet (Räpina Püha Sakariase ja Elisabeti kirik) dateert uit de jaren 1829–1833. Ze behoort tot de Estische Apostolisch-Orthodoxe Kerk. In 1911 is de toren vervangen; in 1990 is een restauratie uitgevoerd.

## Foto's

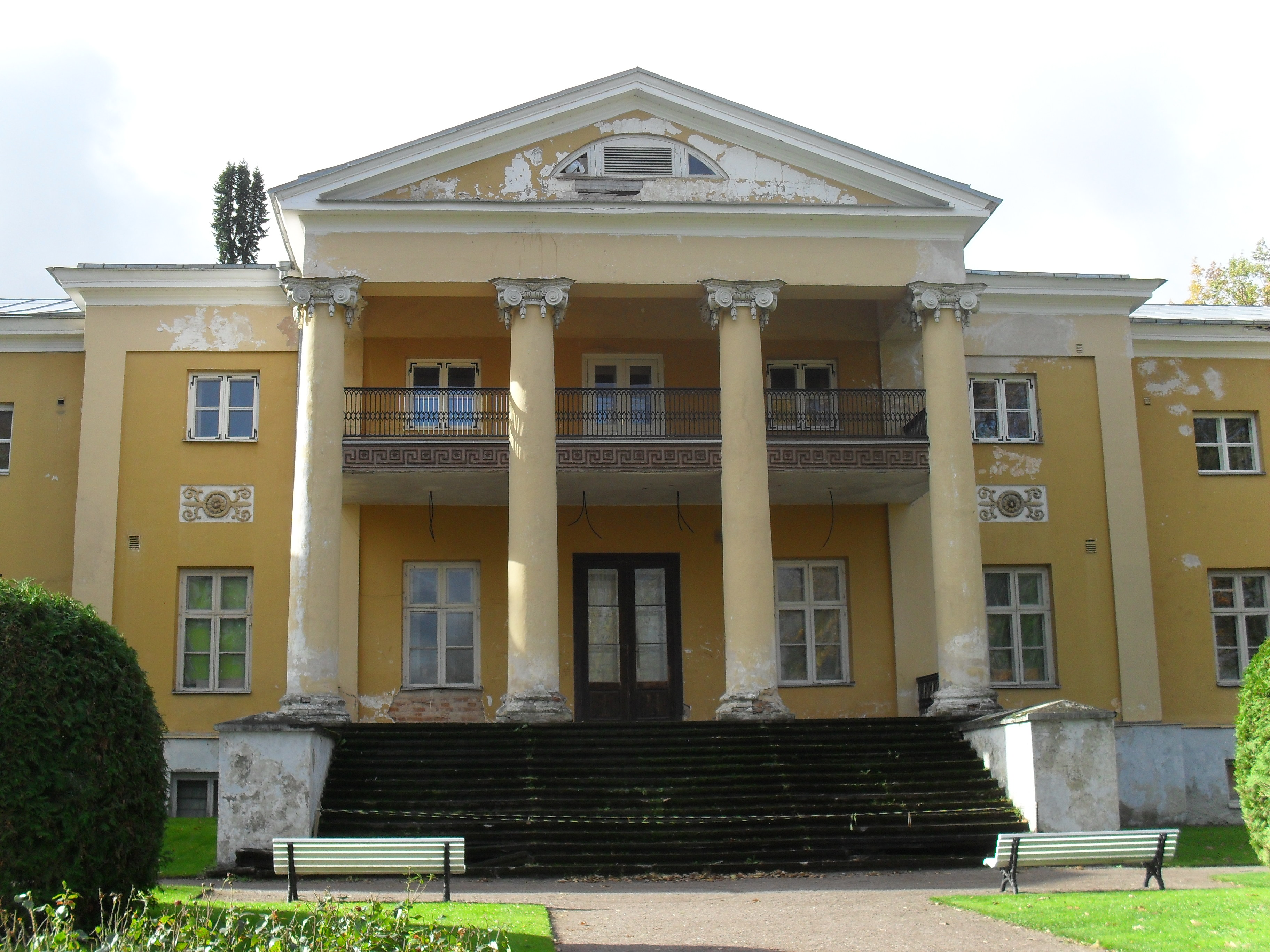
Het kasteel Sillapää
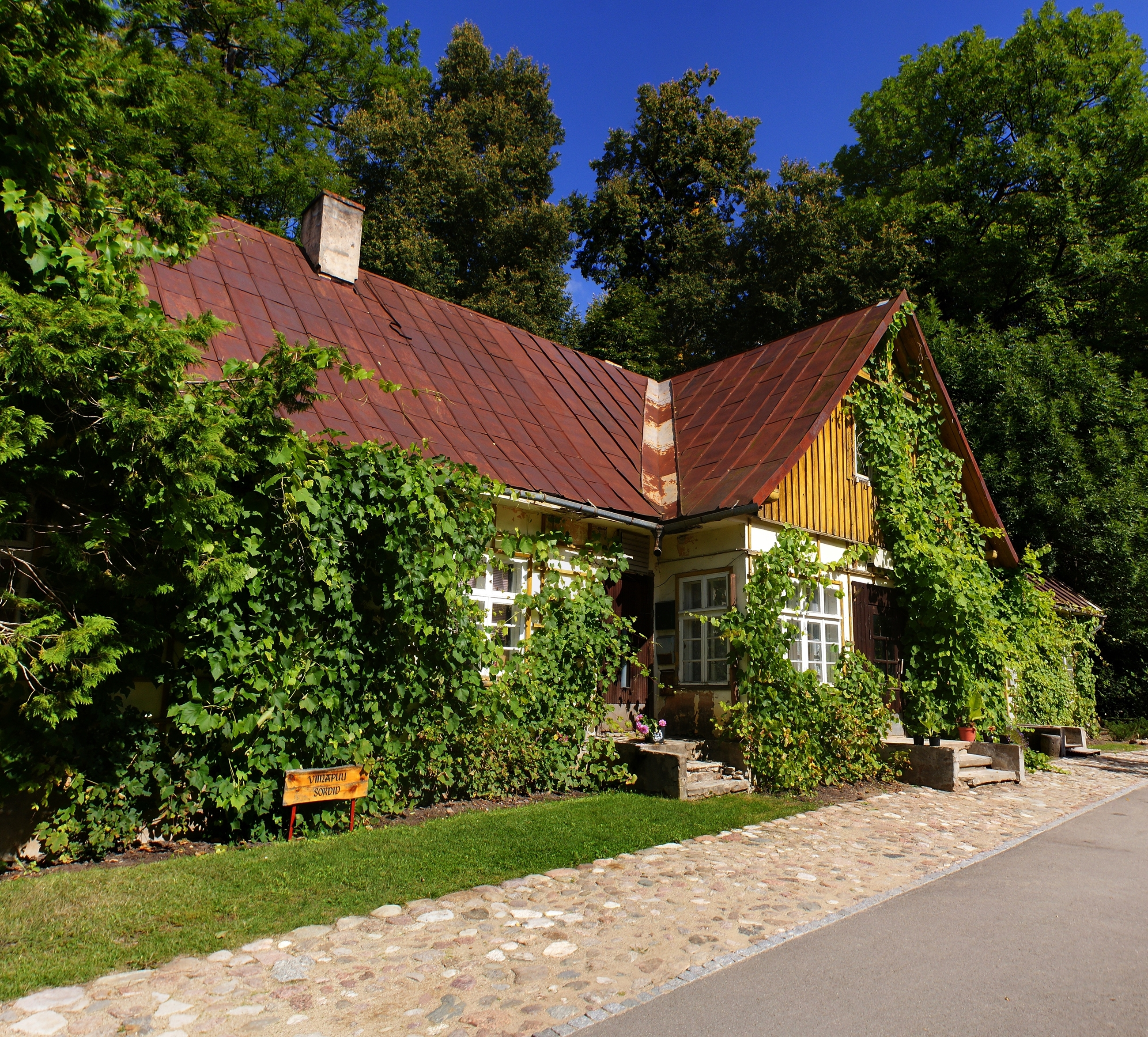
Het tuinhuis
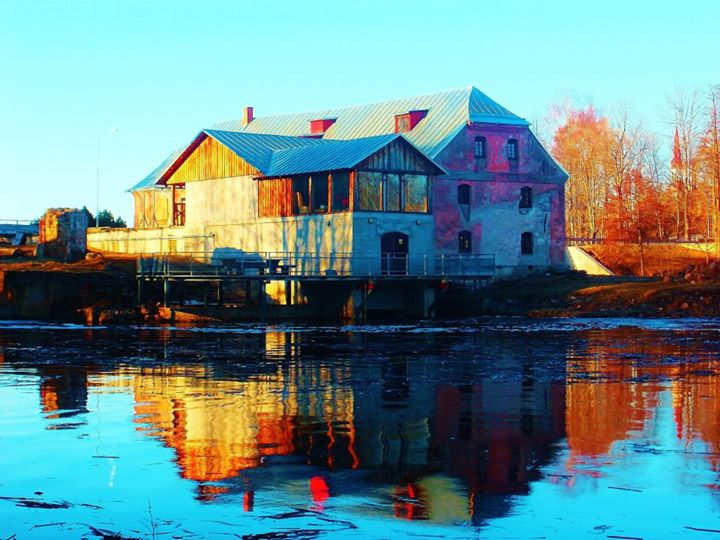
De watermolen
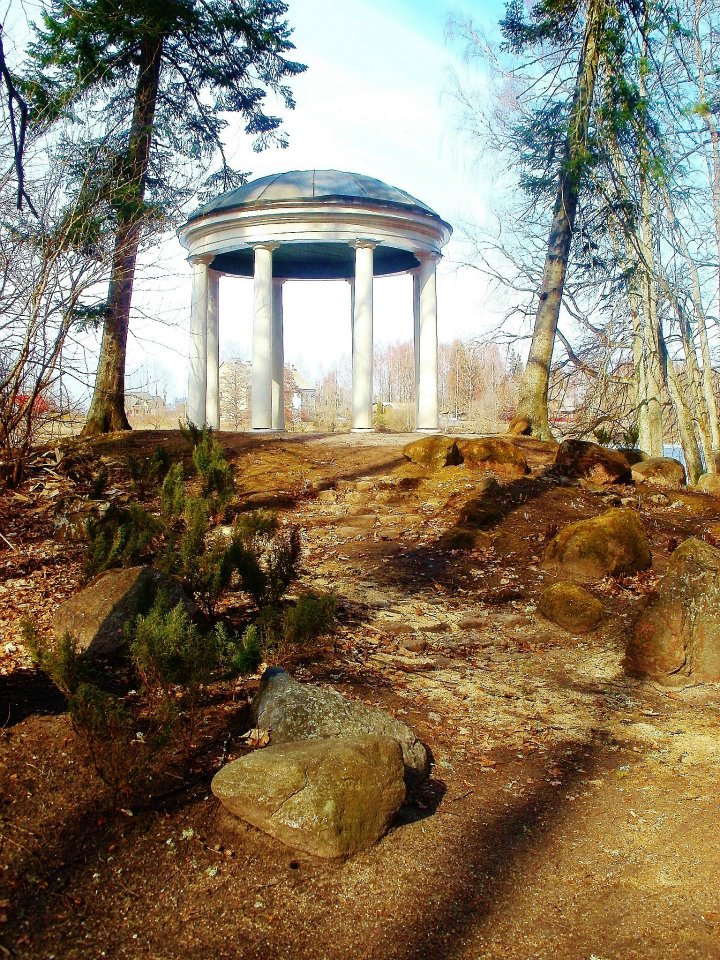
Paviljoen in het park rond het kasteel
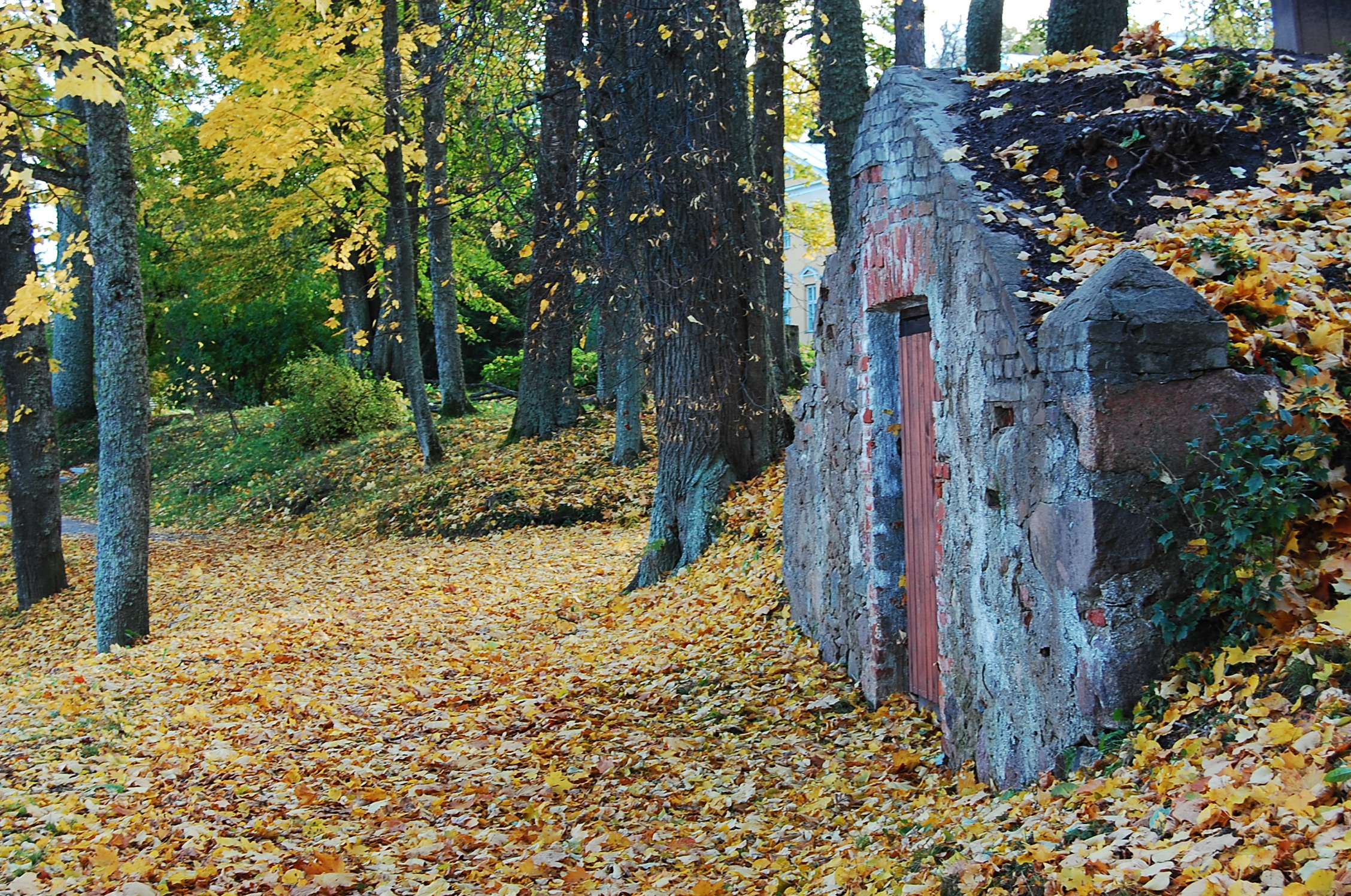
De ijskelder in het park
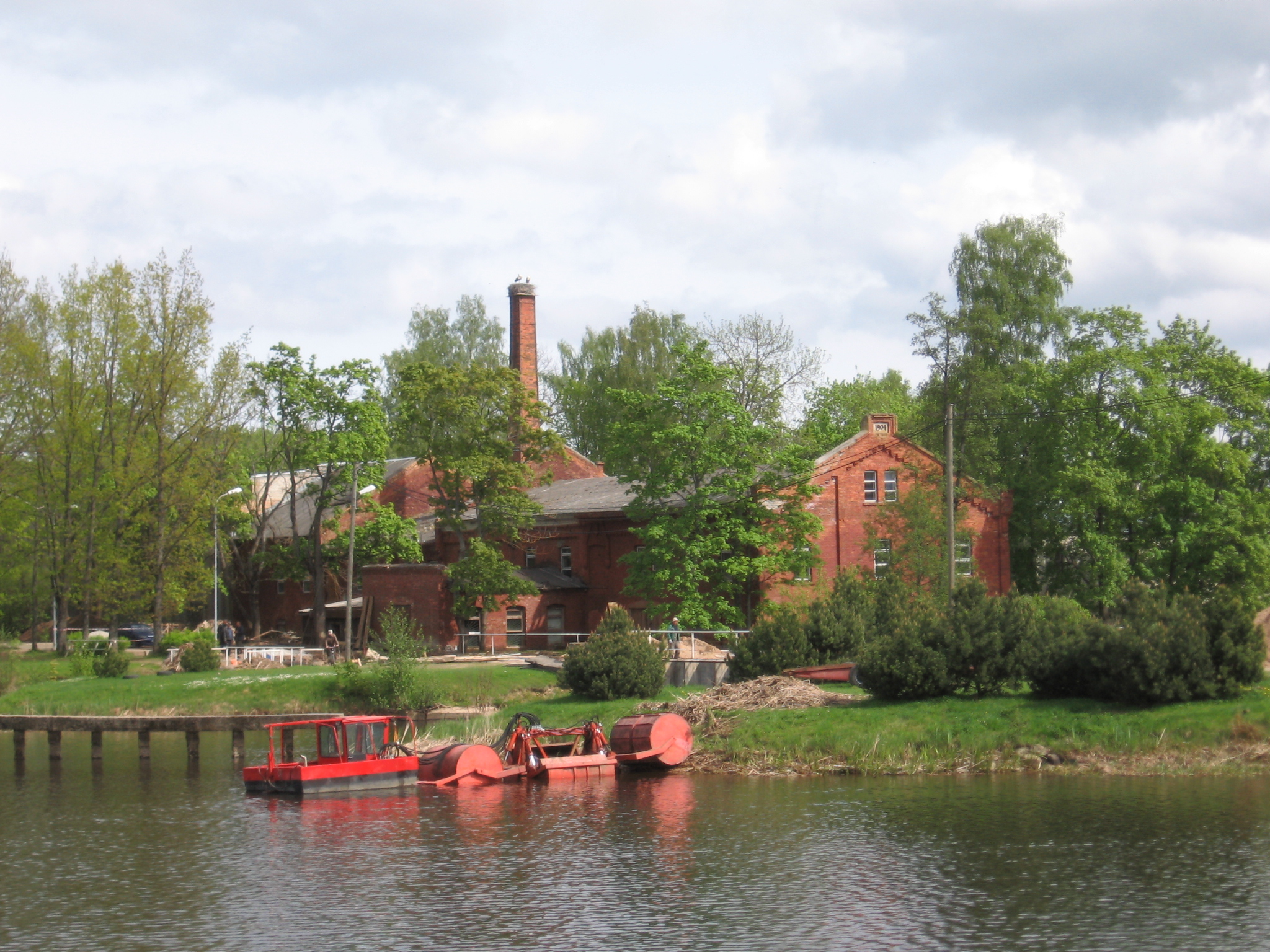
De papierfabriek
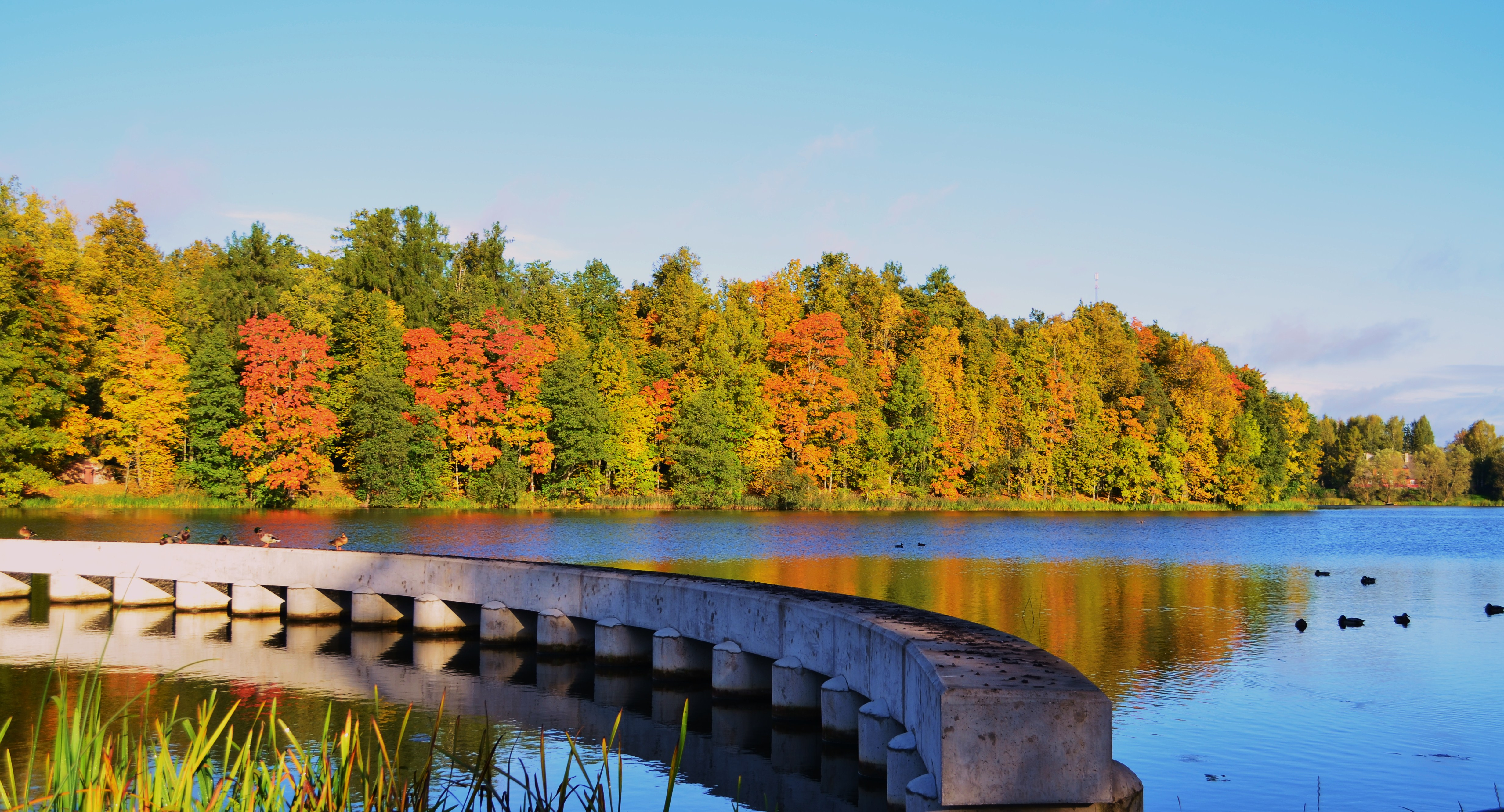
Het Räpina paisjärv
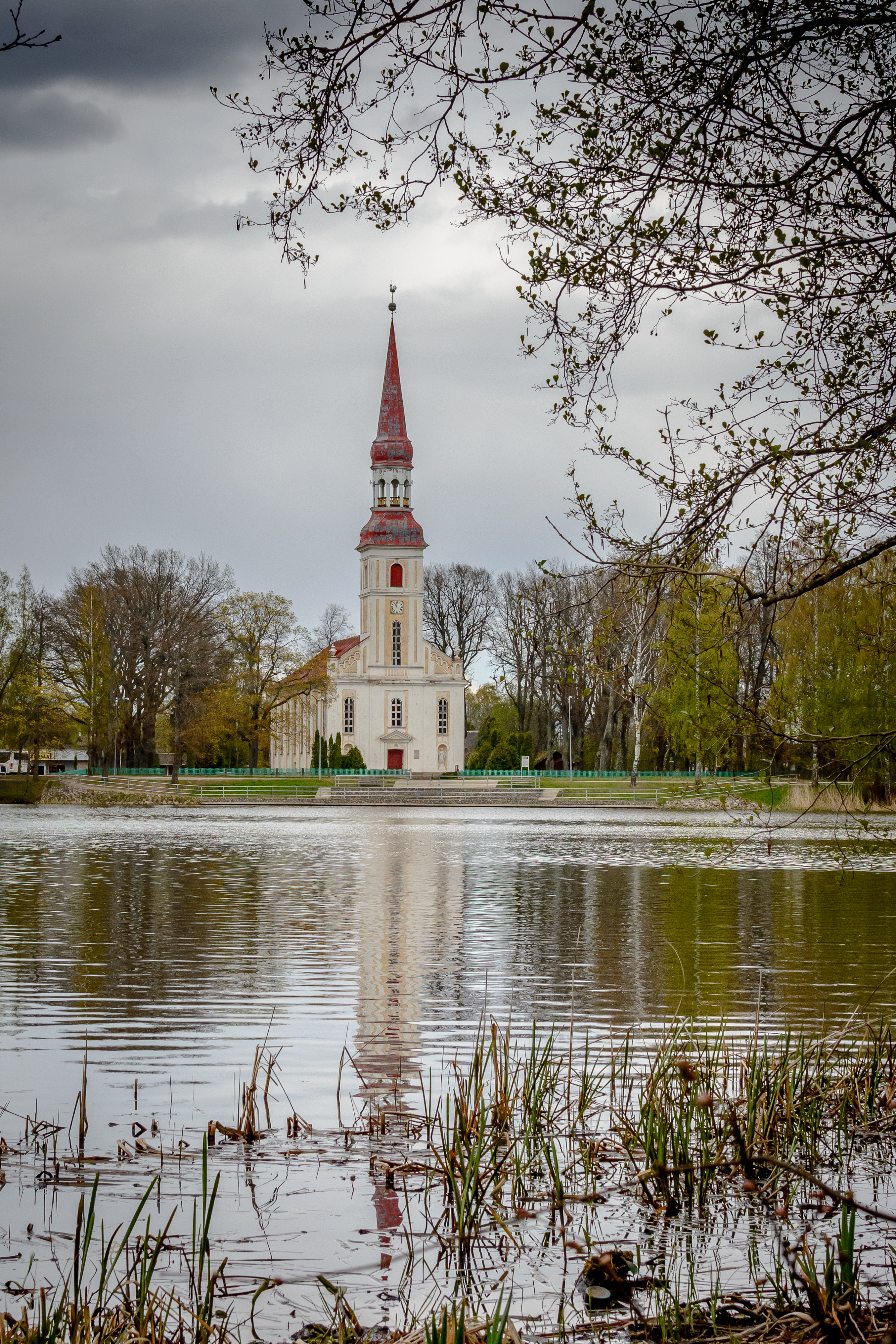
De Michaëlskerk aan de oever van het meer
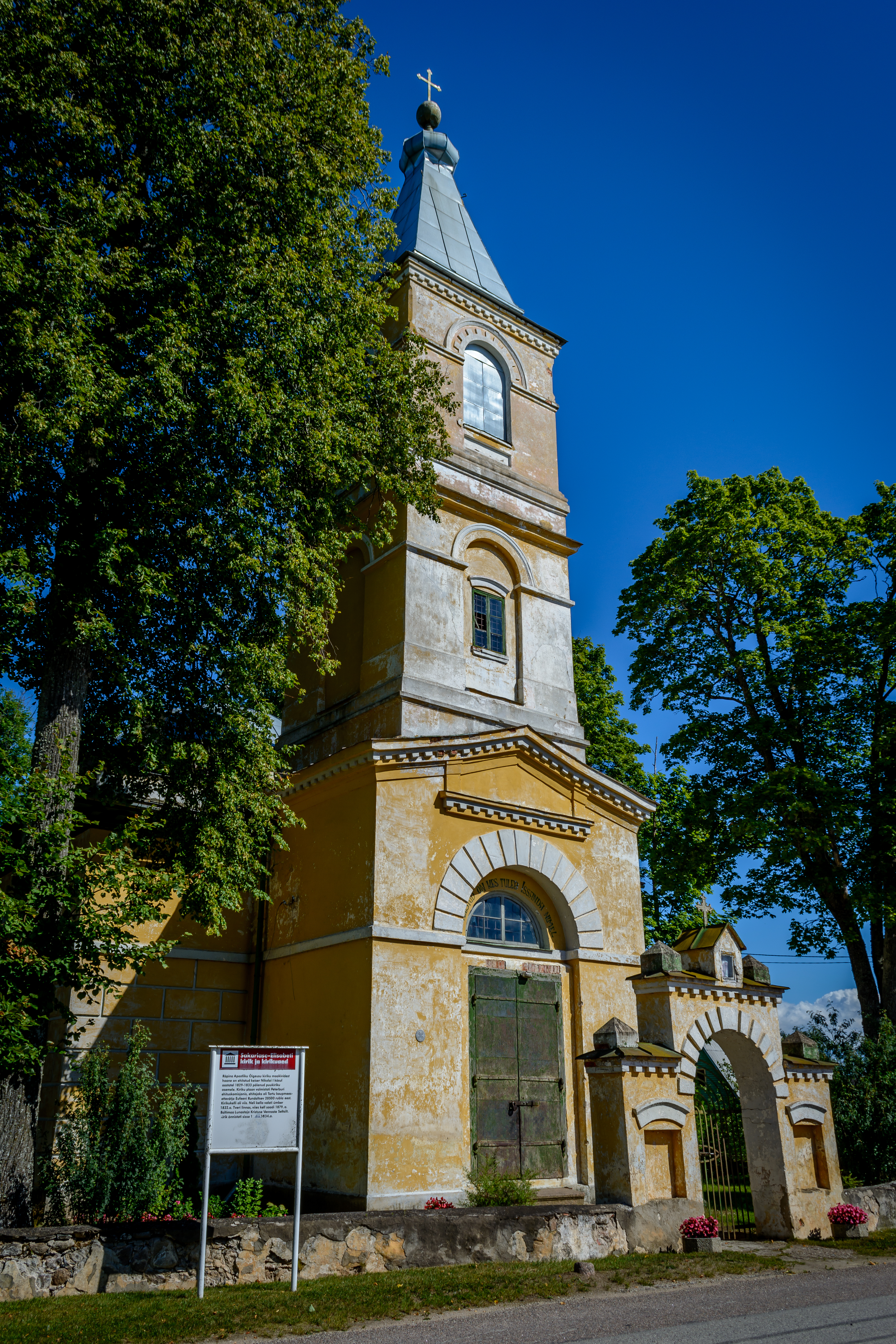
De Kerk van de Heilige Zacharias en Elisabet